# Harpactea strandi
Harpactea strandi är en spindelart som först beskrevs av Lodovico di Caporiacco 1939.  Harpactea strandi ingår i släktet Harpactea och familjen ringögonspindlar.
Artens utbredningsområde är Italien. Inga underarter finns listade i Catalogue of Life.